# Кинора
Кинора  је један од првих уређаја за посматрање покретних слика изумљен 1896. од браће Лимијер. Уређај је био веома популаран све до Првог светског рата. Кинора је побољшана верзија кинеографа. Сам уређај је радио на мануелном принципу.
- дрвено постољe
- шпијунке или отвори кроз које се посматрало
- ручица која окреће бубањ

## Оптички уређаји
- Тауматроп
- Фенакистоскоп
- Стробоскоп
- зоотроп или зоетроп
- Фантаскоп
- Праксиноскоп
- Зоопраксископ
- Кинеограф
- Кинора
- Филоскоп
- Мутоскоп